# Liste der Flughäfen in Australien
Die Liste der Flughäfen und Flugplätze in Australien zeigt die Flughäfen und Flugplätze von Australien, geordnet nach Orten.

## Flughäfen und Flugplätze
Namen in Fettschrift zeigen regelmäßigen Linienverkehr an.

### Australian Capital Territory
| Ort      | ICAO-Code | IATA-Code | Name des Flughafens | Koordinaten                   | MSL   | Längste Start- und Landebahn |
| -------- | --------- | --------- | ------------------- | ----------------------------- | ----- | ---------------------------- |
| Canberra | YSCB      | CBR       | Flughafen Canberra  | 35° 18′ 25″ S, 149° 11′ 42″ O | 575 m | 3283 m                       |

### New South Wales
| Ort                       | ICAO-Code | IATA-Code | Name des Flughafens                     | Koordinaten                   | MSL   | Längste Start- und Landebahn |
| ------------------------- | --------- | --------- | --------------------------------------- | ----------------------------- | ----- | ---------------------------- |
| Albury                    | YMAY      | ABX       | Flughafen Albury                        | 36° 4′ 4″ S, 146° 57′ 29″ O   | 164 m | 1900 m                       |
| Armidale                  | YARM      | ARM       | Flughafen Armidale                      |                               |       |                              |
| Ballina                   | YBNA      | BNK       | Flughafen Ballina                       |                               |       |                              |
| Balranald                 | YBRN      | BZD       | Flughafen Balranald                     |                               |       |                              |
| Bathurst                  | YBTH      | BHS       | Flughafen Bathurst                      |                               |       |                              |
| Bourke                    | YBKE      | BRK       | Flughafen Bourke                        |                               |       |                              |
| Brewarrina                | YBRW      | BWQ       | Flughafen Brewarrina                    |                               |       |                              |
| Broken Hill               | YBHI      | BHQ       | Flughafen Broken Hill                   | 32° 0′ 5″ S, 141° 28′ 18″ O   | 292 m | 2515 m                       |
| Camden                    | YSCN      | CDU       | Flughafen Camden                        |                               |       |                              |
| Cessnock                  | YCNK      | CES       | Flughafen Cessnock                      |                               |       |                              |
| Cobar                     | YCBA      | CAZ       | Flughafen Cobar                         |                               |       |                              |
| Coffs Harbour             | YCFS      | CFS       | Flughafen Coffs Harbour                 |                               |       |                              |
| Collarenebri              | YCBR      | CRB       | Flughafen Collarenebri                  |                               |       |                              |
| Condobolin                | YCDO      | CBX       | Flughafen Condobolin                    |                               |       |                              |
| Coolah                    | YCAH      | CLH       | Flughafen Coolah                        |                               |       |                              |
| Cooma                     | YPFT      |           | Flughafen Cooma–Polo Flat               |                               |       |                              |
| Cooma                     | YCOM      | OOM       | Flughafen Cooma                         |                               |       |                              |
| Coonabarabran             | YCBB      | COJ       | Flughafen Coonabarabran                 |                               |       |                              |
| Coonamble                 | YCNM      | CNB       | Flughafen Coonamble                     |                               |       |                              |
| Cootamundra               | YCTM      | CMD       | Flughafen Cootamundra                   |                               |       |                              |
| Corowa                    | YCOR      | CWW       | Flughafen Corowa                        |                               |       |                              |
| Cowra                     | YCWR      | CWT       | Flughafen Cowra                         |                               |       |                              |
| Deniliquin                | YDLQ      | DNQ       | Flughafen Deniliquin                    |                               |       |                              |
| Dubbo                     | YSDU      | DBO       | Flughafen Dubbo                         | 32° 13′ 0″ S, 148° 34′ 30″ O  | 285 m | 1708 m                       |
| Evans Head                | YEVD      | EVH       | Flugplatz Evans Head                    |                               |       |                              |
| Finley                    | YFIL      | FLY       | Flughafen Finley                        |                               |       |                              |
| Forbes                    | YFBS      | FRB       | Flughafen Forbes                        |                               |       |                              |
| Forster                   | YFST      | FOT       | Flughafen Forster                       |                               |       |                              |
| Glen Innes                | YGLI      | GLI       | Flughafen Glen Innes                    |                               |       |                              |
| Goodooga                  | YGDA      |           | Flughafen Goodooga                      |                               |       |                              |
| Goulburn                  | YGLB      | GUL       | Flughafen Goulburn                      |                               |       |                              |
| Grafton / Clarence Valley | YGFN      | GFN       | Flughafen Clarence Valley               |                               |       |                              |
| Griffith                  | YGTH      | GFF       | Flughafen Griffith                      |                               |       |                              |
| Gunnedah                  | YGDH      | GUH       | Flughafen Gunnedah                      |                               |       |                              |
| Hay                       | YHAY      | HXX       | Flughafen Hay                           |                               |       |                              |
| Inverell                  | YIVL      | IVR       | Flughafen Inverell                      |                               |       |                              |
| Katoomba / Medlow Bath    | YKAT      |           | Flugplatz Katoomba                      |                               |       |                              |
| Kempsey                   | YKMP      | KPS       | Flughafen Kempsey                       |                               |       |                              |
| Lake Macquarie / Pelican  | YLMQ      | BEO       | Flughafen Lake Macquarie                |                               |       |                              |
| Lightning Ridge           | YLRD      | LHG       | Flughafen Lightning Ridge               |                               |       |                              |
| Lismore                   | YLIS      | LSY       | Flughafen Lismore                       |                               |       |                              |
| Lord Howe Island          | YLHI      | LDH       | Flughafen Lord Howe Island              |                               |       |                              |
| Maitland                  | YMND      | MTL       | Flughafen Maitland                      |                               |       |                              |
| Merimbula                 | YMER      | MIM       | Flughafen Merimbula                     |                               |       |                              |
| Moree                     | YMOR      | MRZ       | Flughafen Moree                         |                               |       |                              |
| Moruya                    | YMRY      | MYA       | Flughafen Moruya                        |                               |       |                              |
| Mudgee                    | YMDG      | DGE       | Flughafen Mudgee                        |                               |       |                              |
| Mungindi                  | YMGI      |           | Flughafen Mungindi                      |                               |       |                              |
| Nambucca Heads            | YNHS      | NBH       | Flughafen Nambucca Heads                |                               |       |                              |
| Narrabri                  | YNBR      | NAA       | Flughafen Narrabri                      |                               |       |                              |
| Narrandera                | YNAR      | NRA       | Flughafen Narrandera                    |                               |       |                              |
| Narromine                 | YNRM      |           | Flughafen Narromine                     |                               |       |                              |
| Newcastle / Williamtown   | YWLM      | NTL       | Flughafen Newcastle (RAAF Williamtown)  | 32° 47′ 42″ S, 151° 50′ 4″ O  | 10 m  | 2438 m                       |
| Nyngan                    | YNYN      | NYN       | Flughafen Nyngan                        |                               |       |                              |
| Orange                    | YORG      | OAG       | Flughafen Orange                        |                               |       |                              |
| Palm Beach                |           | LBH       | Flughafen Palm Beach                    |                               |       |                              |
| Parkes                    | YPKS      | PKE       | Flughafen Parkes                        |                               |       |                              |
| Pooncarie                 | YPCE      |           | Flughafen Pooncarie                     |                               |       |                              |
| Port Macquarie            | YPMQ      | PQQ       | Flughafen Port Macquarie                |                               |       |                              |
| Quirindi                  | YQDI      | UIR       | Flughafen Quirindi                      |                               |       |                              |
| Rylstone                  | YRYL      |           | Flugplatz Rylstone                      |                               |       |                              |
| Scone                     | YSCO      | NSO       | Flughafen Scone                         |                               |       |                              |
| Shellharbour City         | YSHL      | WOL       | Flughafen Shellharbour                  |                               |       |                              |
| Somersby                  | YSMB      |           | Flugplatz Somersby                      |                               |       |                              |
| Sydney / Bankstown        | YSBK      | BWU       | Flughafen Bankstown                     |                               |       |                              |
| Sydney                    | YSSY      | SYD       | Flughafen Sydney                        | 33° 56′ 46″ S, 151° 10′ 38″ O | 6 m   | 2530 m                       |
| Sydney                    | YSWS      | WSI       | Flughafen Western Sydney                | 33° 53′ 17″ S, 150° 42′ 53″ O | 80 m  | 3700 m                       |
| Sydney / Rose Bay         | YRAY      | RSE       | Flughafen Rose Bay                      |                               |       |                              |
| Tamworth                  | YSTW      | TMW       | Flughafen Tamworth                      |                               |       |                              |
| Taree                     | YTRE      | TRO       | Flughafen Taree                         |                               |       |                              |
| Temora                    | YTEM      | TEM       | Flughafen Temora                        |                               |       |                              |
| Tibooburra                | YTIB      | TYB       | Flughafen Tibooburra                    |                               |       |                              |
| Tocumwal                  | YTOC      | TCW       | Flughafen Tocumwal                      |                               |       |                              |
| Tumut                     | YTMU      | TUM       | Flughafen Tumut                         | 35° 16′ 7″ S, 148° 14′ 27″ O  |       |                              |
| Wagga Wagga               | YSWG      | WGA       | Flughafen Wagga Wagga (RAAF Base Wagga) | 35° 9′ 55″ S, 147° 27′ 59″ O  | 221 m | 1768 m                       |
| Walcha                    | YWCH      | WLC       | Flughafen Walcha                        |                               |       |                              |
| Walgett                   | YWLG      | WGE       | Flughafen Walgett                       |                               |       |                              |
| Warnervale                | YWVA      |           | Flughafen Warnervale                    |                               |       |                              |
| Warren / Red Hill         | YWRN      |           | Flughafen Warren                        |                               |       |                              |
| West Wyalong              | YWWL      | WWY       | Flughafen West Wyalong                  |                               |       |                              |
| Wilcannia                 | YWCA      | WIO       | Flughafen Wilcannia                     |                               |       |                              |
| Young                     | YYNG      | NGA       | Flughafen Young                         |                               |       |                              |

### Northern Territory
| Ort                            | ICAO-Code | IATA-Code | Name des Flughafens                        | Koordinaten                   | MSL   | Längste Start- und Landebahn |
| ------------------------------ | --------- | --------- | ------------------------------------------ | ----------------------------- | ----- | ---------------------------- |
| Alexandria Station             | YALX      | AXL       | Flughafen Alexandria Station               |                               |       |                              |
| Alice Springs                  | YBAS      | ASP       | Flughafen Alice Springs                    | 23° 48′ 24″ S, 133° 54′ 8″ O  | 545 m | 2438 m                       |
| Alroy Downs                    |           | AYD       | Flughafen Alroy Downs                      |                               |       |                              |
| Ammaroo                        | YAMM      | AMX       | Flughafen Ammaroo                          |                               |       |                              |
| Angas Downs                    |           | ANZ       | Flughafen Angas Downs                      |                               |       |                              |
| Anthony Lagoon                 | YANL      | AYL       | Flughafen Anthony Lagoon                   |                               |       |                              |
| Aputula                        | YFNE      | FIK       | Flughafen Aputula                          |                               |       |                              |
| Austral Downs Station          | YAUS      | AWP       | Flughafen Austral Downs Station            |                               |       |                              |
| Auvergne Station               | YAUV      | AVG       | Flughafen Auvergne Station                 |                               |       |                              |
| Baniyala                       |           | BYX       | Flughafen Baniyala                         |                               |       |                              |
| Barkly Downs                   | YBAW      | BKP       | Flughafen Barkly Downs                     |                               |       |                              |
| Bathurst Island                | YBTI      | BRT       | Flughafen Bathurst Island                  |                               |       |                              |
| Belyuen Shire                  | YDLV      | DLV       | Flughafen Delissaville                     |                               |       |                              |
| Borroloola                     | YBRL      | BOX       | Flughafen Borroloola                       |                               |       |                              |
| Bickerton Island / Milyakburra |           | BCZ       | Flughafen Bickerton Island                 |                               |       |                              |
| Brunette Downs                 |           | BTD       | Flughafen Brunette Downs                   |                               |       |                              |
| Camfield Station               | YCFD      | CFI       | Flughafen Camfield Station                 |                               |       |                              |
| Coolibah                       |           | COB       | Flughafen Coolibah                         |                               |       |                              |
| Cresswell Downs                |           | CSD       | Flughafen Cresswell Downs                  |                               |       |                              |
| Croker Island                  | YCKI      | CKI       | Flughafen Croker Island                    |                               |       |                              |
| Daguragu                       | YKKG      | KFG       | Flughafen Kalkgurung                       |                               |       |                              |
| Daly River Mission             | YDMN      | DVR       | Flughafen Daly River Mission               |                               |       |                              |
| Daly Waters                    | YDLW      | DYW       | Flughafen Daly Waters                      |                               |       |                              |
| Darwin                         | YPDN      | DRW       | Darwin International Airport (RAAF Darwin) | 12° 24′ 53″ S, 130° 52′ 36″ O | 31 m  | 3354 m                       |
| Elcho Island                   | YELD      | ELC       | Flughafen Elcho Island                     |                               |       |                              |
| Elkedra                        |           | EKD       | Flughafen Elkedra                          |                               |       |                              |
| Erldunda                       |           | EDD       | Flughafen Erldunda                         |                               |       |                              |
| Eva Downs                      | YEVA      | EVD       | Flughafen Eva Downs                        |                               |       |                              |
| Gapuwiyak (Lake Evella)        | YLEV      | LEL       | Flughafen Lake Evella                      |                               |       |                              |
| Goulburn Islands               | YGBI      | GBL       | Flughafen South Goulburn Island            |                               |       |                              |
| The Granites                   | YTGT      | GTS       | Flughafen The Granites                     |                               |       |                              |
| Groote Eylandt (Alyangula)     | YGTE      | GTE       | Flughafen Groote Eylandt                   |                               |       |                              |
| Gunbalanya (Oenpelli)          | YOEN      | OPI       | Flughafen Oenpelli                         |                               |       |                              |
| Henbury                        | YHBY      | HRY       | Flughafen Henbury                          |                               |       |                              |
| Hermannsburg                   | YHMB      | HMG       | Flughafen Hermannsburg                     |                               |       |                              |
| Humbert River                  | YHBR      | HUB       | Flughafen Humbert River                    |                               |       |                              |
| Inverway                       | YINW      | IVW       | Flughafen Inverway                         |                               |       |                              |
| Jabiru                         | YJAB      | JAB       | Flughafen Jabiru                           |                               |       |                              |
| Kalkarindji                    | YWAV      | WAV       | Flughafen Wave Hill                        |                               |       |                              |
| Kaltukatjara                   | YDVR      | DKV       | Flughafen Docker River                     |                               |       |                              |
| Katherine                      | YPTN      | KTR       | Flughafen Katherine Tindal                 |                               |       |                              |
| Kings Canyon                   | YKCA      | KBJ       | Flughafen Kings Canyon                     |                               |       |                              |
| Kings Creek                    | YKCS      | KCS       | Flughafen Kings Creek Station              |                               |       |                              |
| Kirkimbie                      |           | KBB       | Flughafen Kirkimbie                        |                               |       |                              |
| Kulgera                        |           | KGR       | Flughafen Kulgera                          |                               |       |                              |
| Kurundi                        |           | KRD       | Flughafen Kurundi                          |                               |       |                              |
| Lajamanu                       | YHOO      | HOK       | Flughafen Hooker Creek                     |                               |       |                              |
| Lake Nash                      | YLKN      | LNH       | Flughafen Lake Nash                        |                               |       |                              |
| Limbunya                       |           | LIB       | Flughafen Limbunya                         |                               |       |                              |
| MacDonald Downs                | YMDS      | MNW       | Flughafen MacDonald Downs                  |                               |       |                              |
| Mainoru                        |           | MIZ       | Flughafen Mainoru                          |                               |       |                              |
| Maningrida                     | YMGD      | MNG       | Flughafen Maningrida                       |                               |       |                              |
| Manners Creek Station          | YMCR      | MFP       | Flughafen Manners Creek Station            |                               |       |                              |
| Marqua                         | YMQA      | MQE       | Flughafen Marqua                           |                               |       |                              |
| Milikapiti (Melville Island)   | YSNK      | SNB       | Flughafen Snake Bay                        |                               |       |                              |
| Milingimbi                     | YMGB      | MGT       | Flughafen Milingimbi                       |                               |       |                              |
| Mittiebah                      |           | MIY       | Flughafen Mittiebah                        |                               |       |                              |
| Moroak                         |           | MRT       | Flughafen Moroak                           |                               |       |                              |
| Mount Cavenagh / Ghan          | YMVG      | MKV       | Flughafen Mount Cavenagh                   |                               |       |                              |
| Mount Sandford Station         | YMSF      | MTD       | Flughafen Mount Sandford Station           |                               |       |                              |
| Mount Swan                     | YMNS      | MSF       | Flughafen Mount Swan                       |                               |       |                              |
| Mount Valley                   |           | MNV       | Flughafen Mount Valley                     |                               |       |                              |
| Mulga Park                     | YMUP      | MUP       | Flughafen Mulga Park                       |                               |       |                              |
| Napperby                       |           | NPP       | Flughafen Napperby                         |                               |       |                              |
| Newry                          |           | NRY       | Flughafen Newry                            |                               |       |                              |
| Ngukurr                        | YNGU      | RPM       | Flughafen Ngukurr                          |                               |       |                              |
| Nhulunbuy                      | YPGV      | GOV       | Flughafen Gove                             |                               |       |                              |
| Numbulwar                      | YNUM      | NUB       | Flughafen Numbulwar                        |                               |       |                              |
| Nutwood Downs                  |           | UTD       | Flughafen Nutwood Downs                    |                               |       |                              |
| Peppimenarti                   |           | PEP       | Flughafen Peppimenarti                     |                               |       |                              |
| Pularumpi (Melville Island)    | YGPT      | GPN       | Flughafen Garden Point                     |                               |       |                              |
| Ramingining                    | YRNG      | RAM       | Flughafen Raminginingt                     |                               |       |                              |
| Robinson River                 |           | RRV       | Flughafen Robinson River                   |                               |       |                              |
| Roper Bar                      | YRRB      | RPB       | Flughafen Roper Bar                        |                               |       |                              |
| Roper Valley                   |           | RPV       | Flughafen Roper Valley                     |                               |       |                              |
| Smith Point                    | YSMP      | SHU       | Flughafen Smith Point                      |                               |       |                              |
| Tennant Creek                  | YTNK      | TCA       | Flughafen Tennant Creek                    |                               |       |                              |
| Timber Creek                   | YTBR      | TBK       | Flughafen Timber Creek                     |                               |       |                              |
| Ti-Tree                        | YTIT      |           | Flugplatz Ti-Tree                          |                               |       |                              |
| Tobermorey                     | YTMY      | TYP       | Flughafen Tobermorey                       |                               |       |                              |
| Uluru / Yulara                 | YAYE      | AYQ       | Connellan Airport                          | 25° 11′ 10″ S, 130° 58′ 32″ O | 496 m | 2599 m                       |
| Victoria River Downs           | YVRD      | VCD       | Flughafen Victoria River Downs             |                               |       |                              |
| Wadeye                         | YPKT      | PKT       | Flugplatz Port Keats                       |                               |       |                              |
| Wollogorang                    | YWOR      | WLL       | Flughafen Wollogorang                      |                               |       |                              |
| Yuendumu                       | YYND      | YUE       | Flughafen Yuendumu                         |                               |       |                              |

### Queensland
| Ort                                    | ICAO-Code | IATA-Code | Name des Flughafens                                           | Koordinaten                  | MSL  | Längste Start- und Landebahn |
| -------------------------------------- | --------- | --------- | ------------------------------------------------------------- | ---------------------------- | ---- | ---------------------------- |
| Abingdon                               | YABI      | ABG       | Flughafen Abingdon Downs                                      |                              |      |                              |
| Agnew                                  |           | AGW       | Flughafen Agnew                                               |                              |      |                              |
| Alpha                                  | YAPH      | ABH       | Flughafen Alpha                                               |                              |      |                              |
| Aramac                                 | YAMC      | AXC       | Flughafen Aramac                                              |                              |      |                              |
| Arrabury                               | YARY      | AAB       | Flughafen Arrabury                                            |                              |      |                              |
| Augustus Downs                         | YAGD      | AUD       | Flughafen Augustus Downs                                      |                              |      |                              |
| Aurukun                                | YAUR      | AUU       | Flughafen Aurukun                                             |                              |      |                              |
| Ayr                                    | YAYR      | AYR       | Flughafen Ayr                                                 |                              |      |                              |
| Badu Island                            | YBAU      | BDD       | Flughafen Badu Island                                         |                              |      |                              |
| Ballera                                | YLLE      | BBL       | Flughafen Ballera                                             |                              |      |                              |
| Bamaga                                 | YNPE      | ABM       | Flughafen Bamaga (Northern Peninsula Airport/Injinoo Airport) |                              |      |                              |
| Barcaldine                             | YBAR      | BCI       | Flughafen Barcaldine                                          |                              |      |                              |
| Batavia Downs                          |           | BVW       | Flughafen Batavia Downs                                       |                              |      |                              |
| Bedourie                               | YBIE      | BEU       | Flughafen Bedourie                                            |                              |      |                              |
| Betoota                                | YBEO      | BTX       | Flughafen Betoota                                             |                              |      |                              |
| Biloela                                |           | ZBL       | Flughafen Biloela                                             |                              |      |                              |
| Birdsville                             | YBDV      | BVI       | Flughafen Birdsville                                          |                              |      |                              |
| Bizant                                 |           | BZP       | Flughafen Bizant                                              |                              |      |                              |
| Blackall                               | YBCK      | BKQ       | Flughafen Blackall                                            |                              |      |                              |
| Blackwater                             | YBTR      | BLT       | Flughafen Blackwater                                          |                              |      |                              |
| Bloomfield River Mission / Wujal Wujal |           | BFC       | Flughafen Bloomfield Rive                                     |                              |      |                              |
| Boigu Island                           | YBOI      | GIC       | Flughafen Boigu Island                                        |                              |      |                              |
| Bollon                                 | YBLL      | BLS       | Flughafen Bollon                                              |                              |      |                              |
| Bolwarra                               | YBWR      | BCK       | Flughafen Bolwarra                                            |                              |      |                              |
| Boulia                                 | YBOU      | BQL       | Flughafen Boulia                                              |                              |      |                              |
| Bowen                                  | YBWN      | ZBO       | Flughafen Bowen                                               |                              |      |                              |
| Brampton Island                        | YBPI      | BMP       | Flughafen Brampton Island                                     |                              |      |                              |
| Brighton Downs                         |           | BHT       | Flughafen Brighton Downs                                      |                              |      |                              |
| Brisbane                               | YBBN      | BNE       | Flughafen Brisbane                                            | 27° 23′ 0″ S, 153° 7′ 5″ O   | 4 m  | 3560 m                       |
| Brisbane/Archerfield                   | YBAF      |           | Flughafen Archerfield                                         | 27° 34′ 13″ S, 153° 0′ 29″ O | 19 m | 1471 m                       |
| Bulimba                                | YBWM      | BIP       | Flughafen Bulimba                                             |                              |      |                              |
| Bundaberg                              | YBUD      | BDB       | Flughafen Bundaberg                                           |                              |      |                              |
| Burketown                              | YBKT      | BUC       | Flughafen Burketown                                           |                              |      |                              |
| Caboolture                             | YCAB      |           | Flugplatz Caboolture                                          |                              |      |                              |
| Canobie                                | YCBE      | CBY       | Flughafen Canobie                                             |                              |      |                              |
| Cairns                                 | YBCS      | CNS       | Flughafen Cairns                                              | 16° 52′ 29″ S, 145° 45′ 8″ O | 3 m  | 3196 m                       |
| Caloundra West                         | YCDR      | CUD       | Flughafen Caloundra                                           |                              |      |                              |
| Camooweal                              | YCMW      | CML       | Flughafen Camooweal                                           |                              |      |                              |
| Cape Flattery                          |           | CQP       | Flughafen Cape Flattery                                       |                              |      |                              |
| Carpentaria Downs                      |           | CFP       | Flughafen Carpentaria Downs                                   |                              |      |                              |
| Charleville                            | YBCV      | CTL       | Flughafen Charleville                                         |                              |      |                              |
| Charters Towers                        | YCHT      | CXT       | Flughafen Charters Towers                                     |                              |      |                              |
| Cherrabah                              |           | CRH       | Flughafen Cherrabah                                           |                              |      |                              |
| Chillagoe                              | YCGO      | LLG       | Flughafen Chillagoe                                           |                              |      |                              |
| Chinchilla                             | YCCA      | CCL       | Flughafen Chinchilla                                          |                              |      |                              |
| Clermont                               | YCMT      | CMQ       | Flughafen Clermont                                            |                              |      |                              |
| Cloncurry                              | YCCY      | CNJ       | Flughafen Cloncurry                                           |                              |      |                              |
| Cluny                                  | YUNY      | CZY       | Flughafen Cluny                                               |                              |      |                              |
| Coconut Island                         | YCCT      | CNC       | Flughafen Coconut Island                                      |                              |      |                              |
| Coen                                   | YCOE      | CUQ       | Flughafen Coen                                                |                              |      |                              |
| Collinsville                           | YCSV      | KCE       | Flughafen Collinsville                                        |                              |      |                              |
| Cooinda                                | YCOO      | CDA       | Flughafen Cooinda                                             |                              |      |                              |
| Cooktown                               | YCKN      | CTN       | Flughafen Cooktown                                            |                              |      |                              |
| Croydon                                | YCRY      | CDQ       | Flughafen Croydon                                             |                              |      |                              |
| Cunnamulla                             | YCMU      | CMA       | Flughafen Cunnamulla                                          |                              |      |                              |
| Dalby                                  | YDAY      | DBY       | Flughafen Dalby                                               |                              |      |                              |
| Darnley Island                         | YDNI      | NLF       | Flughafen Darnley Island                                      |                              |      |                              |
| Davenport Downs                        | YDPD      | DVP       | Flughafen Davenport Downs                                     |                              |      |                              |
| Delta Downs                            | YDLT      | DDN       | Flughafen Delta Downs                                         |                              |      |                              |
| Diamantina Lakes                       |           | DYM       | Flughafen Diamantina Lakes                                    |                              |      |                              |
| Dirranbandi                            | YDBI      | DRN       | Flughafen Dirranbandi                                         |                              |      |                              |
| Dixie                                  | YDIX      | DXD       | Flughafen Dixie                                               |                              |      |                              |
| Doomadgee                              | YDMG      | DMD       | Flughafen Doomadgee                                           |                              |      |                              |
| Dorunda                                | YDOR      | DRD       | Flughafen Dorunda                                             |                              |      |                              |
| Drumduff                               | YDDF      | DFP       | Flughafen Drumduff                                            |                              |      |                              |
| Dunbar                                 | YDBR      | DNB       | Flughafen Dunbar                                              |                              |      |                              |
| Dunk Island                            | YDKI      | DKI       | Flughafen Dunk Island                                         |                              |      |                              |
| Dunwich                                |           | SRR       | Flughafen Dunwich                                             |                              |      |                              |
| Durham Downs                           | YDRH      | DHD       | Flughafen Durham Downs                                        |                              |      |                              |
| Durrie                                 | YDRI      | DRR       | Flughafen Durrie                                              |                              |      |                              |
| Dysart                                 | YDYS      | DYA       | Flughafen Dysart                                              |                              |      |                              |
| Einasleigh                             | YEIN      | EIH       | Flughafen Einasleigh                                          |                              |      |                              |
| Eloise Mine                            | YESE      | ERQ       | Flughafen Elrose                                              |                              |      |                              |
| Emerald                                | YEML      | EMD       | Flughafen Emerald                                             |                              |      |                              |
| Fraser Island (Orchid Beach)           | YORC      | OKB       | Flughafen Orchid Beach                                        |                              |      |                              |
| Gamboola                               | YGAM      | GBP       | Flughafen Gamboola                                            |                              |      |                              |
| Georgetown                             | YGTN      | GTT       | Flughafen Georgetown                                          |                              |      |                              |
| Gladstone                              | YGLA      | GLT       | Flughafen Gladstone                                           |                              |      |                              |
| Gayndah                                | YGAY      | GAH       | Flughafen Gayndah                                             |                              |      |                              |
| Glengyle                               | YGLE      | GLG       | Flughafen Glengyle                                            |                              |      |                              |
| Glenormiston                           | YGLO      | GLM       | Flughafen Glenormiston                                        |                              |      |                              |
| Gold Coast/ Coolangatta                | YBCG      | OOL       | Gold Coast Airport                                            | 28° 9′ 52″ S, 153° 30′ 17″ O | 6 m  | 2042 m                       |
| Goondiwindi                            | YGDI      | GOO       | Flughafen Goondiwindi                                         |                              |      |                              |
| Great Keppel Island                    | YGKL      | GKL       | Flughafen Great Keppel Island                                 |                              |      |                              |
| Greenvale                              | YGNV      | GVP       | Flughafen Greenvale                                           |                              |      |                              |
| Gregory                                | YGDS      | GGD       | Flughafen Gregory Downs                                       |                              |      |                              |
| Gympie                                 | YGYM      | GYP       | Flughafen Gympie                                              |                              |      |                              |
| Hamilton Island                        | YBHM      | HTI       | Flughafen Hamilton Island (Great Barrier Reef Airport)        | 20° 21′ 29″ S, 148° 57′ 6″ O | 5 m  | 1704 m                       |
| Headingly                              | YHDY      | HIP       | Flughafen Headingly                                           |                              |      |                              |
| Heathlands                             | YHTL      | HAT       | Flughafen Heathlands                                          |                              |      |                              |
| Helensvale                             |           | HLV       | Flughafen Helensvale                                          |                              |      |                              |
| Hervey Bay                             | YHBA      | HVB       | Flughafen Hervey Bay                                          |                              |      |                              |
| Hopevale                               |           | HPE       | Flughafen Hopevale                                            |                              |      |                              |
| Horn Island                            | YHID      | HID       | Flughafen Horn Island                                         |                              |      |                              |
| Hughenden                              | YHUG      | HGD       | Flughafen Hughenden                                           |                              |      |                              |
| Iffley                                 | YIFY      | IFF       | Flughafen Iffley                                              |                              |      |                              |
| Ingham                                 | YIGM      | IGH       | Flughafen Ingham                                              |                              |      |                              |
| Injune                                 | YINJ      | INJ       | Flughafen Injune                                              |                              |      |                              |
| Inkerman                               | YIKM      | IKP       | Flughafen Inkerman                                            |                              |      |                              |
| Innisfail                              | YIFL      | IFL       | Flughafen Innisfail                                           |                              |      |                              |
| Isisford                               | YISF      | ISI       | Flughafen Isisford                                            |                              |      |                              |
| Julia Creek                            | YJLC      | JCK       | Flughafen Julia Creek                                         |                              |      |                              |
| Jundah                                 | YJDA      | JUN       | Flughafen Jundah                                              |                              |      |                              |
| Kalpowar                               | YKPR      | KPP       | Flughafen Kalpowar                                            |                              |      |                              |
| Kamaran Downs                          |           | KDS       | Flughafen Kamaran Downs                                       |                              |      |                              |
| Kamileroi                              | YKML      | KML       | Flughafen Kamileroi                                           |                              |      |                              |
| Karumba                                | YKMB      | KRB       | Flughafen Karumba                                             |                              |      |                              |
| Kingaroy                               | YKRY      | KGY       | Flughafen Kingaroy                                            |                              |      |                              |
| Koolatah                               | YKLA      | KOH       | Flughafen Koolatah                                            |                              |      |                              |
| Koolburra                              | YKLB      | KKP       | Flughafen Koolburra                                           |                              |      |                              |
| Kowanyama                              | YKOW      | KWM       | Flughafen Kowanyama                                           |                              |      |                              |
| Kubin                                  | YKUB      | KUG       | Flughafen Kubin                                               |                              |      |                              |
| Lady Elliot Island                     |           | LYT       | Flughafen Lady Elliot Island                                  |                              |      |                              |
| Lakefield                              | YLFD      | LFP       | Flughafen Lakefield                                           |                              |      |                              |
| Lakeland Downs                         | YLND      | LKD       | Flughafen Lakeland Downs                                      |                              |      |                              |
| Laura                                  | YLRA      | LUU       | Flughafen Laura                                               |                              |      |                              |
| Lawn Hill                              | YLAH      | LWH       | Flughafen Lawn Hill                                           |                              |      |                              |
| Linda Downs                            |           | LLP       | Flughafen Linda Downs                                         |                              |      |                              |
| Lindeman Island                        | YLIN      | LDC       | Flughafen Lindeman Island                                     |                              |      |                              |
| Lizard Island                          | YLZI      | LZR       | Flughafen Lizard Island                                       |                              |      |                              |
| Lockhart River                         | YLHR      | IRG       | Flughafen Lockhart River                                      |                              |      |                              |
| Longreach                              | YLRE      | LRE       | Flughafen Longreach                                           |                              |      |                              |
| Lorraine                               | YLOR      | LOA       | Flughafen Lorraine                                            |                              |      |                              |
| Lotus Vale Station                     | YLOV      | LTV       | Flughafen Lotus Vale Station                                  |                              |      |                              |
| Lyndhurst Station                      | YLHS      | LTP       | Flughafen Lyndhurst Station                                   |                              |      |                              |
| Mabuiag Island                         | YMAA      | UBB       | Flughafen Mabuiag Island                                      |                              |      |                              |
| Mackay                                 | YBMK      | MKY       | Flughafen Mackay                                              |                              |      |                              |
| Mareeba                                | YMBA      | MRG       | Flugplatz Mareeba                                             |                              |      |                              |
| Marion Downs                           | YMWX      | MXD       | Flughafen Marion Downs                                        |                              |      |                              |
| Marcoola / Sunshine Coast              | YBSU      | MCY       | Sunshine Coast Airport                                        | 26° 36′ 12″ S, 153° 5′ 30″ O | 5 m  | 2450 m                       |
| Maryborough                            | YMYB      | MBH       | Flughafen Maryborough                                         |                              |      |                              |
| Merluna                                | YMEU      | MLV       | Flughafen Merluna                                             |                              |      |                              |
| Middlemount                            | YMMU      | MMM       | Flughafen Middlemount                                         |                              |      |                              |
| Miles                                  | YMLS      | WLE       | Flughafen Miles                                               |                              |      |                              |
| Miners Lake                            |           | MRL       | Flughafen Miners Lake                                         |                              |      |                              |
| Mitchell                               | YMIT      | MTQ       | Flughafen Mitchell                                            |                              |      |                              |
| Monkira                                | YMNK      | ONR       | Flughafen Monkira                                             |                              |      |                              |
| Monto                                  | YMTO      | MNQ       | Flughafen Monto                                               |                              |      |                              |
| Mooraberree                            | YMOO      | OOR       | Flughafen Mooraberree                                         |                              |      |                              |
| Moranbah                               | YMRB      | MOV       | Flughafen Moranbah                                            |                              |      |                              |
| Moreton / Wenlock                      | YMOT      | MET       | Flughafen Moreton                                             |                              |      |                              |
| Morney                                 | YMNY      | OXY       | Flughafen Morney                                              |                              |      |                              |
| Mornington Island                      | YMTI      | ONG       | Flughafen Mornington Island                                   |                              |      |                              |
| Mount Gordon Mine                      | YGON      | GPD       | Flughafen Mount Gordon                                        |                              |      |                              |
| Mount Isa                              | YBMA      | ISA       | Flughafen Mount Isa                                           |                              |      |                              |
| Murray Island                          | YMUI      | MYI       | Flughafen Murray Island                                       |                              |      |                              |
| Musgrave                               | YMGV      | MVU       | Flughafen Musgrave                                            |                              |      |                              |
| Muttaburra                             | YMTB      | UTB       | Flughafen Muttaburra                                          |                              |      |                              |
| Nappa Merrie                           | YNAP      | NMR       | Flughafen Nappa Merrie                                        |                              |      |                              |
| New Laura                              | YLRS      | LUT       | Flughafen New Laura                                           |                              |      |                              |
| New Moon                               |           | NMP       | Flughafen New Moon                                            |                              |      |                              |
| Noosaville                             | YNSH      | NSV       | Flughafen Noosa                                               |                              |      |                              |
| Normanton                              | YNTN      | NTN       | Flughafen Normanton                                           |                              |      |                              |
| Oban                                   |           | OBA       | Flughafen Oban                                                |                              |      |                              |
| Orientos                               |           | OXO       | Flughafen Orientos                                            |                              |      |                              |
| Orpheus Island                         |           | ORS       | Flughafen Orpheus Island                                      |                              |      |                              |
| Osborne Mine                           | YOSB      | OSO       | Flughafen Osborne Mine                                        |                              |      |                              |
| Palm Island                            | YPAM      | PMK       | Flughafen Palm Island                                         |                              |      |                              |
| Phosphate Hill                         | YTMO      | PHQ       | Flughafen Phosphate Hill                                      |                              |      |                              |
| Pormpuraaw / Edward River              | YPMP      | EDR       | Flughafen Edward River                                        |                              |      |                              |
| Proserpine                             | YBPN      | PPP       | Whitsunday Coast Airport                                      | 20° 29′ 42″ S, 148° 33′ 8″ O | 25 m | 2073 m                       |
| Quilpie                                | YQLP      | ULP       | Flughafen Quilpie                                             |                              |      |                              |
| Redcliffe City (Rothwell)              | YRED      |           | Flughafen Redcliffe                                           |                              |      |                              |
| Richmond                               | YRMD      | RCM       | Flughafen Richmond                                            |                              |      |                              |
| Robinhood                              | YROB      | ROH       | Flughafen Robinhood                                           |                              |      |                              |
| Rockhampton                            | YBRK      | ROK       | Flughafen Rockhampton                                         |                              |      |                              |
| Rokeby                                 |           | RKY       | Flughafen Rokeby                                              |                              |      |                              |
| Roma                                   | YROM      | RMA       | Flughafen Roma                                                |                              |      |                              |
| Roseberth                              |           | RSB       | Flughafen Roseberth                                           |                              |      |                              |
| Rosella Plains                         |           | RLP       | Flughafen Rosella Plains                                      |                              |      |                              |
| Rutland Plains                         | YRTP      | RTP       | Flughafen Rutland Plains                                      |                              |      |                              |
| Saibai Island                          | YSII      | SBR       | Flughafen Saibai Island                                       |                              |      |                              |
| Sandringham Station                    |           | SRM       | Flughafen Sandringham Station                                 |                              |      |                              |
| Silver Plains                          |           | SSP       | Flughafen Silver Plains                                       |                              |      |                              |
| South Galway                           | YSGW      | ZGL       | Flughafen South Galway                                        |                              |      |                              |
| Southport                              | YSPT      | SHQ       | Flughafen Southport                                           |                              |      |                              |
| Conjuboy                               | YSPK      | SCG       | Flughafen Spring Creek                                        |                              |      |                              |
| Springvale                             | YSPV      | KSV       | Flughafen Springvale                                          |                              |      |                              |
| St. George                             | YSGE      | SGO       | Flughafen St. George                                          |                              |      |                              |
| St. Pauls                              |           | SVM       | Flughafen Saint Pauls                                         |                              |      |                              |
| Stanthorpe                             | YSPE      | SNH       | Flughafen Stanthorpe                                          |                              |      |                              |
| Stephens Island                        |           | STF       | Flughafen Stephens Island                                     |                              |      |                              |
| Strathmore                             | YSMR      | STH       | Flughafen Strathmore                                          |                              |      |                              |
| Sue Islet                              | YWBS      | SYU       | Flughafen Warraber Island                                     |                              |      |                              |
| Tanbar                                 |           | TXR       | Flughafen Tanbar                                              |                              |      |                              |
| Tangalooma                             | YTGA      | TAN       | Flughafen Tangalooma                                          |                              |      |                              |
| Tara                                   | YTAA      | XTR       | Flughafen Tara                                                |                              |      |                              |
| Taroom                                 | YTAM      | XTO       | Taroom Airport                                                |                              |      |                              |
| Tewantin                               |           | TWN       | Tewantin Airport                                              |                              |      |                              |
| Thangool                               | YTNG      | THG       | Thangool Airport                                              |                              |      |                              |
| Thargomindah                           | YTGM      | XTG       | Flughafen Thargomindah                                        |                              |      |                              |
| Theodore                               | YTDR      | TDR       | Flughafen Theodore                                            |                              |      |                              |
| Thylungra                              |           | TYG       | Flughafen Thylungra                                           |                              |      |                              |
| Toowoomba                              | YTWB      | TWB       | Flugplatz Toowoomba City                                      |                              |      |                              |
| Toowoomba                              | YBWW      | WTB       | Flughafen Toowoomba-Wellcamp                                  |                              |      |                              |
| Torwood                                |           | TWP       | Flughafen Torwood                                             |                              |      |                              |
| Townsville                             | YBTL      | TSV       | Flughafen Townsville (RAAF Townsville)                        | 19° 15′ 9″ S, 146° 45′ 55″ O | 5 m  | 2438 m                       |
| Trepell                                | YTEE      | TQP       | Flughafen Trepell                                             |                              |      |                              |
| Undara                                 | YUDA      | UDA       | Flughafen Undara                                              |                              |      |                              |
| Vanrook                                | YVRS      | VNR       | Flughafen Vanrook                                             |                              |      |                              |
| Wandovale                              |           | MFL       | Flughafen Wandovale                                           |                              |      |                              |
| Warwick                                | YWCK      | WAZ       | Flughafen Warwick                                             |                              |      |                              |
| Waverney                               |           | WAN       | Flughafen Waverney                                            |                              |      |                              |
| Weipa                                  | YBWP      | WEI       | Flughafen Weipa                                               |                              |      |                              |
| Windorah                               | YWDH      | WNR       | Flughafen Windorah                                            |                              |      |                              |
| Winton                                 | YWTN      | WIN       | Flughafen Winton                                              |                              |      |                              |
| Whitsunday, Shute Harbour              | YSHR      | WSY       | Flughafen Whitsunday                                          |                              |      |                              |
| Wondai                                 | YWND      | WDI       | Flughafen Wondai                                              |                              |      |                              |
| Wondoola                               | YWDL      | WON       | Flughafen Wondoola                                            |                              |      |                              |
| Woodstock                              | YDOP      |           | Flugplatz Donnington                                          |                              |      |                              |
| Wrotham Park                           | YWMP      | WPK       | Flughafen Wrotham Park                                        |                              |      |                              |
| Yam Island                             | YYMI      | XMY       | Flughafen Yam Island                                          |                              |      |                              |
| Yorke Island                           | {YYKI     | OKR       | Flughafen Yorke Island                                        |                              |      |                              |

### South Australia
| Ort                        | ICAO-Code | IATA-Code | Name des Flughafens      | Koordinaten                   | MSL  | Längste Start- und Landebahn |
| -------------------------- | --------- | --------- | ------------------------ | ----------------------------- | ---- | ---------------------------- |
| Adelaide                   | YPAD      | ADL       | Flughafen Adelaide       | 34° 56′ 42″ S, 138° 31′ 50″ O | 6 m  | 3100 m                       |
| Adelaide / Parafield       | YPPF      |           | Flughafen Parafield      |                               |      |                              |
| Aldinga                    | YADG      |           | Flugplatz Aldinga        |                               |      |                              |
| Alton Downs                | YADS      | AWN       | Flughafen Alton Downs    |                               |      |                              |
| Amata                      | YAMT      | AMT       | Flughafen Amata          |                               |      |                              |
| American River             |           | RCN       | Flugplatz American River |                               |      |                              |
| Andamooka                  | YAMK      | ADO       | Flughafen Andamooka      |                               |      |                              |
| Balcanoona                 | YBLC      | LCN       | Flughafen Balcanoona     |                               |      |                              |
| Carrapateena               | YCPT      |           | Flughafen Carrapateena   |                               |      |                              |
| Ceduna                     | YCDU      | CED       | Flughafen Ceduna         |                               |      |                              |
| Cleve                      | YCEE      | CVC       | Flughafen Cleve          |                               |      |                              |
| Clifton Hills              | YCFH      | CFH       | Flugplatz Clifton Hills  |                               |      |                              |
| Coober Pedy                | YCBP      | CPD       | Flughafen Coober Pedy    |                               |      |                              |
| Coorabie                   |           | CRJ       | Flughafen Coorabie       |                               |      |                              |
| Cordillo Downs             | YCOD      | ODL       | Flughafen Cordillo Downs |                               |      |                              |
| Cowarie                    | YCWI      | CWR       | Flughafen Cowarie        |                               |      |                              |
| Cowell                     | YCWL      | CCW       | Flughafen Cowell         |                               |      |                              |
| Dulkaninna                 | YDLK      | DLK       | Flughafen Dulkaninna     |                               |      |                              |
| Etadunna                   | YEDA      | ETD       | Flugplatz Etadunna       |                               |      |                              |
| Gawler                     | YGAW      |           | Flugplatz Gawler         |                               |      |                              |
| Goolwa                     | YGWA      |           | Flughafen Goolwa         |                               |      |                              |
| Hawker                     | YHAW      | HWK       | Flughafen Hawker         |                               |      |                              |
| Indulkana                  | YIDK      | IDK       | Flughafen Indulkana      |                               |      |                              |
| Innamincka                 | YINN      | INM       | Flughafen Innamincka     |                               |      |                              |
| Kimba                      | YIMB      |           | Flughafen Kimba          |                               |      |                              |
| Kingscote, Kangaroo Island | YKSC      | KGC       | Flughafen Kingscote      |                               |      |                              |
| Leigh Creek                | YLEC      | LGH       | Flughafen Leigh Creek    |                               |      |                              |
| Loxton                     | YLOX      |           | Flughafen Loxton         |                               |      |                              |
| Lock                       | YLOK      | LOC       | Flughafen Lock           |                               |      |                              |
| Marla                      | YALA      | MRP       | Flughafen Marla          |                               |      |                              |
| Marree                     | YMRE      | RRE       | Flughafen Marree         |                               |      |                              |
| Merty Merty                | YMYT      | RTY       | Flughafen Merty Merty    |                               |      |                              |
| Millicent                  | YMCT      | MLR       | Flughafen Millicent      |                               |      |                              |
| Minnipa                    | YMPA      | MIN       | Flughafen Minnipa        |                               |      |                              |
| Minlaton                   | YMIN      | XML       | Flughafen Minlaton       |                               |      |                              |
| Moolawatana                | YMWT      | MWT       | Flughafen Moolawatana    |                               |      |                              |
| Moomba                     | YOOM      | MOO       | Flughafen Moomba         |                               |      |                              |
| Mount Gambier              | YMTG      | MGB       | Flughafen Mount Gambier  | 37° 44′ 44″ S, 140° 47′ 7″ O  | 68 m | 1524 m                       |
| Mount Gunson               | YMGN      | GSN       | Flughafen Mount Gunson   |                               |      |                              |
| Mulka                      | YMUK      | MVK       | Flughafen Mulka          |                               |      |                              |
| Mungeranie                 | YMUG      | MNE       | Flughafen Mungeranie     |                               |      |                              |
| Olympic Dam                | YOLD      | OLP       | Flughafen Olympic Dam    |                               |      |                              |
| Oodnadatta                 | YOOD      | ODD       | Flughafen Oodnadatta     |                               |      |                              |
| Pandie Pandie              | YPDI      | PDE       | Flughafen Pandie Pandie  |                               |      |                              |
| Parndana                   |           | PDN       | Flughafen Parndana       |                               |      |                              |
| Penneshaw                  | YPSH      | PEA       | Flughafen Penneshaw      |                               |      |                              |
| Penong                     |           | PEY       | Flughafen Penong         |                               |      |                              |
| Port Augusta               | YPAG      | PUG       | Flughafen Port Augusta   | 32° 30′ 25″ S, 137° 43′ 0″ O  | 17 m | 1650 m                       |
| Port Lincoln               | YPLC      | PLO       | Flughafen Port Lincoln   |                               |      |                              |
| Port Pirie                 | YPIR      | PPI       | Flughafen Port Pirie     |                               |      |                              |
| Prominent Hill             | YPMH      | PXH       | Flughafen Prominent Hill |                               |      |                              |
| Pukatja                    | YERN      | ERB       | Flughafen Pukatja        |                               |      |                              |
| Renmark                    | YREN      | RMK       | Flughafen Renmark        |                               |      |                              |
| Streaky Bay                | YKBY      | KBY       | Flughafen Streaky Bay    |                               |      |                              |
| Tarcoola                   |           | TAQ       | Flughafen Tarcoola       |                               |      |                              |
| Waikerie                   | YWKI      |           | Flughafen Waikerie       |                               |      |                              |
| Whyalla                    | YWHA      | WYA       | Flughafen Whyalla        |                               |      |                              |
| Wudinna                    | YWUD      | WUD       | Flughafen Wudinna        |                               |      |                              |
| Yalata Mission             | YYTA      | KYI       | Flughafen Yalata Mission |                               |      |                              |
| Yorketown                  | YYOR      | ORR       | Flughafen Yorketown      |                               |      |                              |

### Tasmanien
| Ort                         | ICAO-Code | IATA-Code | Name des Flughafens          | Koordinaten                   | MSL   | Längste Start- und Landebahn |
| --------------------------- | --------- | --------- | ---------------------------- | ----------------------------- | ----- | ---------------------------- |
| Cape Barren Island          | YCBN      | CBI       | Flughafen Cape Barren Island |                               |       |                              |
| Devonport                   | YDPO      | DPO       | Flughafen Devonport          |                               |       |                              |
| Flinders Island (Whitemark) | YFLI      | FLS       | Flughafen Flinders Island    |                               |       |                              |
| George Town                 | YGTO      | GEE       | Flugplatz George Town        |                               |       |                              |
| Queenstown                  | YQNS      | UEE       | Flughafen Queenstown         |                               |       |                              |
| Hobart                      | YMHB      | HBA       | Hobart International Airport | 42° 50′ 10″ S, 147° 30′ 37″ O | 4 m   | 2751 m                       |
| Hobart / Cambridge          | YCBG      |           | Flugplatz Cambridge          |                               |       |                              |
| King Island (Currie)        | YKII      | KNS       | King Island Airport          | 39° 52′ 39″ S, 143° 52′ 42″ O | 40 m  | 1585 m                       |
| Launceston                  | YMLT      | LST       | Flughafen Launceston         | 41° 32′ 43″ S, 147° 12′ 51″ O | 171 m | 1981 m                       |
| St. Helens                  | YSTH      | HLS       | Flughafen St. Helens         |                               |       |                              |
| Smithton                    | YSMI      | SIO       | Flughafen Smithton           |                               |       |                              |
| Strahan                     | YSRN      | SRN       | Flughafen Strahan            |                               |       |                              |
| Wynyard / Burnie            | YWYY      | BWT       | Flughafen Burnie             | 40° 59′ 56″ S, 145° 43′ 52″ O | 19 m  | 1650 m                       |

### Victoria
| Ort                                  | ICAO-Code | IATA-Code | Name des Flughafens     | Koordinaten                   | MSL   | Längste Start- und Landebahn |
| ------------------------------------ | --------- | --------- | ----------------------- | ----------------------------- | ----- | ---------------------------- |
| Apollo Bay                           | YAPO      |           | Flughafen Apollo Bay    |                               |       |                              |
| Ararat                               | YARA      | ARY       | Flughafen Ararat        |                               |       |                              |
| Geelong                              | YMAV      | AVV       | Avalon Airport          | 38° 2′ 22″ S, 144° 28′ 10″ O  | 11 m  | 3048 m                       |
| Bacchus Marsh                        | YBSS      |           | Flugplatz Bacchus Marsh |                               |       |                              |
| Bairnsdale                           | YBNS      | BSJ       | Flughafen Bairnsdale    |                               |       |                              |
| Ballarat                             | YBLT      |           | Flughafen Ballarat      |                               |       |                              |
| Barwon Heads                         | YBRS      |           | Flughafen Barwon Heads  |                               |       |                              |
| Benalla                              | YBLA      | BLN       | Flughafen Benalla       |                               |       |                              |
| Bendigo                              | YBDG      | BXG       | Flughafen Bendigo       |                               |       |                              |
| Bright                               |           | BRJ       | Flughafen Bright        |                               |       |                              |
| Colac                                | YOLA      | XCO       | Flughafen Colac         |                               |       |                              |
| Corryong                             | YCRG      | CYG       | Flughafen Corryong      |                               |       |                              |
| Echuca                               | YECH      | ECH       | Flughafen Echuca        |                               |       |                              |
| Hamilton                             | YHML      | HLT       | Flughafen Hamilton      |                               |       |                              |
| Hopetoun                             | YHPN      | HTU       | Flughafen Hopetoun      |                               |       |                              |
| Horsham                              | YHSM      | HSM       | Flughafen Horsham       |                               |       |                              |
| Kerang                               | YKER      | KRA       | Flughafen Kerang        |                               |       |                              |
| Latrobe Valley / Morwell / Traralgon | YLTV      | TGN       | Flughafen Latrobe       |                               |       |                              |
| Leongatha                            | YLEG      |           | Flughafen Leongatha     |                               |       |                              |
| Mallacoota                           | YMCO      | XMC       | Flughafen Mallacoota    |                               |       |                              |
| Mangalore                            | YMNG      |           | Flughafen Mangalore     |                               |       |                              |
| Maryborough                          | YMBU      |           | Flughafen Maryborough   |                               |       |                              |
| Melbourne                            | YMML      | MEL       | Flughafen Melbourne     | 37° 40′ 24″ S, 144° 50′ 36″ O | 132 m | 3657 m                       |
| Melbourne / Essendon Fields          | YMEN      | MEB       | Flughafen Essendon      | 37° 43′ 41″ S, 144° 54′ 7″ O  | 86 m  | 1921 m                       |
| Melbourne / Moorabbin                | YMMB      | MBW       | Flughafen Moorabbin     | 37° 58′ 36″ S, 145° 6′ 6″ O   | 15 m  | 1335 m                       |
| Mildura                              | YMIA      | MQL       | Flughafen Mildura       |                               |       |                              |
| Mount Hotham                         | YHOT      | MHU       | Flughafen Mount Hotham  |                               |       |                              |
| Nhill                                | YNHL      |           | Flughafen Nhill         |                               |       |                              |
| Orbost                               | YORB      | RBS       | Flughafen Orbost        |                               |       |                              |
| Ouyen                                | YOUY      | OYN       | Flughafen Ouyen         |                               |       |                              |
| Porepunkah / Mount Buffalo           |           | MBF       | Flughafen Porepunkah    |                               |       |                              |
| Portland                             | YPOD      | PTJ       | Flughafen Portland      |                               |       |                              |
| Robinvale                            | YROI      | RBC       | Flughafen Robinvale     |                               |       |                              |
| Sale                                 | YWSL      | SXE       | Flughafen Sale-West     |                               |       |                              |
| Shepparton                           | YSHT      | SHT       | Flughafen Shepparton    |                               |       |                              |
| Stawell                              | YSWL      | SWC       | Flughafen Stawell       |                               |       |                              |
| Swan Hill                            | YSWH      | SWH       | Flughafen Swan Hill     |                               |       |                              |
| Tooradin                             | {YTDN     |           | Flugplatz Tooradin      |                               |       |                              |
| Tyabb                                | YTYA      |           | Flughafen Tyabb         |                               |       |                              |
| Wangaratta                           | YWGT      | WGT       | Flughafen Wangaratta    |                               |       |                              |
| Warracknabeal                        | YWKB      | WKB       | Flughafen Warracknabeal |                               |       |                              |
| Warrnambool                          | YWBL      | WMB       | Flughafen Warrnambool   |                               |       |                              |
| Welshpool                            |           | WHL       | Flughafen Welshpool     |                               |       |                              |
| Yarrawonga                           | YYWG      |           | Flughafen Yarrawonga    |                               |       |                              |

### Western Australia
| Ort                                 | ICAO-Code | IATA-Code | Name des Flughafens               | Koordinaten                   | MSL  | Längste Start- und Landebahn |
| ----------------------------------- | --------- | --------- | --------------------------------- | ----------------------------- | ---- | ---------------------------- |
| Albany                              | YABA      | ALH       | Flughafen Albany                  |                               |      |                              |
| Argyle                              | YARG      | GYL       | Flughafen Argyle Downs            |                               |      |                              |
| Balgo                               | YBGO      | BQW       | Flughafen Balgo                   |                               |      |                              |
| Barimunya                           | YBRY      | BYP       | Flughafen Barimunya               |                               |      |                              |
| Barrow Island                       | YBWX      | BWB       | Flughafen Barrow Island           |                               |      |                              |
| Beagle Bay                          |           | BEE       | Flughafen Beagle Bay              |                               |      |                              |
| Bedford Downs                       | YBDF      | BDW       | Flughafen Bedford Downs           |                               |      |                              |
| Beverley Springs                    | YBYS      | BVZ       | Flughafen Beverley Springs        |                               |      |                              |
| Boolgeeda                           | YBGD      | OCM       | Flughafen Boolgeeda               |                               |      |                              |
| Broome                              | YBRM      | BME       | Flughafen Broome                  | 17° 56′ 41″ S, 122° 13′ 54″ O | 17 m | 2458 m                       |
| Bunbury                             | YBUN      | BUY       | Flughafen Bunbury                 |                               |      |                              |
| Busselton                           | YBLN      | BQB       | Flughafen Busselton               |                               |      |                              |
| Caiguna                             | YCAG      | CGV       | Flughafen Caiguna                 |                               |      |                              |
| Carlton Hill                        |           | CRY       | Flughafen Carlton Hill            |                               |      |                              |
| Carosue Dam                         |           | WCD       | Flughafen Carosue Dam             |                               |      |                              |
| Carnarvon                           | YCAR      | CVQ       | Flughafen Carnarvon               |                               |      |                              |
| Cherrabun                           |           | CBC       | Flughafen Cherrabun               |                               |      |                              |
| Christmas Creek Mine                |           | CKW       | Flughafen Christmas Creek Mine    |                               |      |                              |
| Christmas Creek Station             | YCRK      | CXQ       | Flughafen Christmas Creek Station |                               |      |                              |
| Collie                              | YCOI      | CIE       | Flughafen Collie                  |                               |      |                              |
| Coolawanyah Station                 | YCWY      | COY       | Flughafen Coolawanyah             |                               |      |                              |
| Coondewanna                         | YCWA      | CJF       | Flughafen Coondewanna             |                               |      |                              |
| Cue                                 | YCUE      | CUY       | Flughafen Cue                     |                               |      |                              |
| Dalgaranga                          | YDGA      | DGD       | Flughafen Dalgaranga              |                               |      |                              |
| Denham                              |           | DNM       | Flughafen Denham                  |                               |      |                              |
| Derby                               | YCIN      | DCN       | Flughafen Curtin                  | 17° 34′ 53″ S, 123° 49′ 42″ O | 91 m | 3049 m                       |
| Derby                               | YDBY      | DRB       | Flughafen Derby                   |                               |      |                              |
| Dongara                             | YDRA      | DOX       | Flughafen Dongara                 |                               |      |                              |
| Doongan                             |           | DNG       | Flughafen Doongan                 |                               |      |                              |
| Drysdale River Station              | YDRD      | DRY       | Flughafen Drysdale River          |                               |      |                              |
| Eneabba                             | YEEB      | ENB       | Flughafen Eneabba                 |                               |      |                              |
| Esperance                           | YESP      | EPR       | Flughafen Esperance               |                               |      |                              |
| Eucla                               | YECL      | EUC       | Flughafen Eucla                   |                               |      |                              |
| Exmouth                             | YPLM      | LEA       | Flughafen Learmonth               | 22° 14′ 9″ S, 114° 5′ 19″ O   | 6 m  | 3047 m                       |
| Fitzroy Crossing                    | YFTZ      | FIZ       | Flughafen Fitzroy Crossing        |                               |      |                              |
| Flora Valley                        | YFLO      | FVL       | Flughafen Flora Valley            |                               |      |                              |
| Forrest                             | YFRT      | FOS       | Flughafen Forrest                 |                               |      |                              |
| Forrest River Mission / Oombulgurri |           | FVR       | Flughafen Forrest River           |                               |      |                              |
| Fossil Downs                        |           | FSL       | Flughafen Fossil Downs            |                               |      |                              |
| Cloudbreak Mine                     | YFDF      | KFE       | Flughafen Fortescue Dave Forrest  |                               |      |                              |
| Gascoyne Junction                   | YGSC      | GSC       | Flughafen Gascoyne Junction       |                               |      |                              |
| Geraldton                           | YGEL      | GET       | Flughafen Geraldton               |                               |      |                              |
| Gibb                                | YGIB      | GBV       | Flughafen Gibb                    |                               |      |                              |
| Ginbata                             | YGIA      | GBW       | Flughafen Ginbata                 |                               |      |                              |
| Goldsworthy                         |           | GLY       | Flughafen Goldsworthy             |                               |      |                              |
| Gordon Downs                        | YGDN      | GDD       | Flughafen Gordon Downs            |                               |      |                              |
| Halls Creek                         | YHLC      | HCQ       | Flughafen Halls Creek             |                               |      |                              |
| Hillside                            | YHIL      | HLL       | Flughafen Hillside                |                               |      |                              |
| Highbury                            | YHHY      | HIG       | Flughafen Highbury                |                               |      |                              |
| Jandakot                            | YPJT      | JAD       | Flughafen Jandakot                |                               |      |                              |
| Jurien Bay                          | YJNB      | JUR       | Flughafen Jurien Bay              |                               |      |                              |
| Kalumburu                           | YKAL      | UBU       | Flughafen Kalumburu               |                               |      |                              |
| Kalbarri                            | YKBR      | KAX       | Flughafen Kalbarri                |                               |      |                              |
| Kalgoorlie                          | YPKG      | KGI       | Flughafen Kalgoorlie-Boulder      |                               |      |                              |
| Kambalda                            | YKBL      | KDB       | Flughafen Kambalda                |                               |      |                              |
| Karara                              | YKAR      | KQR       | Flughafen Karara                  |                               |      |                              |
| Karijini National Park              | YSOL      | SLJ       | Flughafen Solomon                 |                               |      |                              |
| Karratha                            | YPKA      | KTA       | Flughafen Karratha                |                               |      |                              |
| Katanning                           | YKNG      | KNI       | Flughafen Katanning               |                               |      |                              |
| Kimberley Downs                     |           | KBD       | Flughafen Kimberley Downs         |                               |      |                              |
| Kununurra                           | YPKU      | KNX       | Flughafen Kununurra               | 15° 46′ 41″ S, 128° 42′ 27″ O | 44 m | 1829 m                       |
| Lake Gregory                        |           | LGE       | Flughafen Lake Gregory            |                               |      |                              |
| Lansdowne                           |           | LDW       | Flughafen Lansdowne               |                               |      |                              |
| Laverton                            | YLTN      | LVO       | Flughafen Laverton                |                               |      |                              |
| Leinster                            | YLST      | LER       | Flughafen Leinster                |                               |      |                              |
| Leonora                             | YLEO      | LNO       | Flughafen Leonora                 |                               |      |                              |
| Mandora Station                     | YMDI      | MQA       | Flughafen Mandora Station         |                               |      |                              |
| Manjimup                            | YMJM      | MJP       | Flughafen Manjimup                |                               |      |                              |
| Marble Bar                          | YMBL      | MBB       | Flughafen Marble Bar              |                               |      |                              |
| Margaret River                      | YMGT      | MQZ       | Flughafen Margaret River          |                               |      |                              |
| Margaret River Station              | YMGR      | MGV       | Flughafen Margaret River Station  |                               |      |                              |
| Meekatharra                         | YMEK      | MKR       | Flughafen Meekatharra             |                               |      |                              |
| Merredin                            | YMDN      |           | Flughafen Merredin                |                               |      |                              |
| Billiluna                           | YBIL      | BIW       | Flughafen Billiluna               |                               |      |                              |
| Mitchell Plateau                    | YMIP      | MIH       | Flughafen Mitchell Plateau        |                               |      |                              |
| Monkey Mia                          | YSHK      | MJK       | Flughafen Shark Bay               |                               |      |                              |
| Morawa                              | YMRW      | MWB       | Flughafen Morawa                  |                               |      |                              |
| Mount Barnett                       |           | MBN       | Flughafen Mount Barnett           |                               |      |                              |
| Mount House                         | YMHO      | MHO       | Flughafen Mount House             |                               |      |                              |
| Mount Keith Mine                    | YMNE      | WME       | Flughafen Mount Keith             |                               |      |                              |
| Mount Magnet                        | YMOG      | MMG       | Flughafen Mount Magnet            |                               |      |                              |
| Mullewa                             | YMWA      | MXU       | Flughafen Mullewa                 |                               |      |                              |
| Mungalalu                           | YTST      | TTX       | Flughafen Mungalalu Truscott      |                               |      |                              |
| Murrin Murrin                       | YMMI      | WUI       | Flughafen Murrin Murrin           |                               |      |                              |
| Myroodah Station                    | YMYR      | MYO       | Flughafen Myroodah Station        |                               |      |                              |
| Narrogin                            | YNRG      | NRG       | Flughafen Narrogin                |                               |      |                              |
| Newman                              | YNWN      | ZNE       | Flughafen Newman                  |                               |      |                              |
| Nicholson                           |           | NLS       | Flughafen Nicholson               |                               |      |                              |
| Nifty                               | YCNF      | NIF       | Flughafen Nifty                   |                               |      |                              |
| Noonkanbah                          |           | NKB       | Flughafen Noonkanbah              |                               |      |                              |
| Norseman                            | YNSM      | NSM       | Flughafen Norseman                |                               |      |                              |
| Nullagine                           | YNUL      | NLL       | Flughafen Nullagine               |                               |      |                              |
| Onslow                              | YOLW      | ONS       | Flughafen Onslow                  |                               |      |                              |
| Ord River                           | YORV      | ODR       | Flughafen Ord River               |                               |      |                              |
| Paraburdoo                          | YPBO      | PBO       | Flughafen Paraburdoo              |                               |      |                              |
| Pardoo Station                      | YPDO      | PRD       | Flughafen Pardoo Station          |                               |      |                              |
| Perth                               | YPPH      | PER       | Flughafen Perth                   | 31° 56′ 25″ S, 115° 58′ 1″ O  | 20 m | 3444 m                       |
| Port Hedland                        | YPPD      | PHE       | Flughafen Port Hedland            |                               |      |                              |
| Purnululu National Park             | YBEB      | BXF       | Flughafen Bellburn                |                               |      |                              |
| Ravensthorpe                        | YNRV      | RVT       | Flughafen Ravensthorpe            |                               |      |                              |
| Roebourne                           | YROE      | RBU       | Flughafen Roebourne               |                               |      |                              |
| Rottnest Island                     | YRTI      | RTS       | Flughafen Rottnest Island         |                               |      |                              |
| Roy Hill Station                    | YRYH      | RHL       | Flughafen Roy Hill Station        |                               |      |                              |
| Sandstone                           | YSAN      | NDS       | Flughafen Sandstone               |                               |      |                              |
| Shay Gap                            | YSHG      | SGP       | Flughafen Shay Gap                |                               |      |                              |
| Southern Cross                      | YSCR      | SQC       | Flughafen Southern Cross          |                               |      |                              |
| Shaw River                          |           | SWB       | Flughafen Shaw River              |                               |      |                              |
| Springvale                          |           | ZVG       | Flughafen Springvale              |                               |      |                              |
| Sturt Creek                         |           | SSK       | Flughafen Sturt Creek             |                               |      |                              |
| Sunrise Dam Goldmine                | YSRD      |           | Flughafen Sunrise Dam             |                               |      |                              |
| Tableland Homestead                 | YTAB      | TBL       | Flughafen Tableland Homestead     |                               |      |                              |
| Telfer                              | YTEF      | TEF       | Flughafen Telfer                  |                               |      |                              |
| Theda Station                       | YTHD      | TDN       | Flughafen Theda Station           |                               |      |                              |
| Tom Price                           | YTMP      | TPR       | Flughafen Tom Price               |                               |      |                              |
| Useless Loop                        | YUSL      | USL       | Flughafen Useless Loop            |                               |      |                              |
| Wallal Downs                        | YWAL      | WLA       | Flughafen Wallal Downs            |                               |      |                              |
| Warmun (Turkey Creek)               | YTKY      | TKY       | Flughafen Turkey Creek            |                               |      |                              |
| Warrawagine Station                 | YWWG      | WRW       | Flughafen Warrawagine Station     |                               |      |                              |
| West Angelas                        | YANG      | WLP       | Flughafen West Angelas            |                               |      |                              |
| Wiluna                              | YWLU      | WUN       | Flughafen Wiluna                  |                               |      |                              |
| Wittenoom                           | YWIT      | WIT       | Flughafen Wittenoom               |                               |      |                              |
| Windarra                            |           | WND       | Flughafen Windarra                |                               |      |                              |
| Woodie Woodie                       | YWWI      | WWI       | Flughafen Woodie Woodie           |                               |      |                              |
| Wyndham                             | YWYM      | WYN       | Flughafen Wyndham                 |                               |      |                              |
| Yalgoo                              | YYAL      | YLG       | Flughafen Yalgoo                  |                               |      |                              |
| Yandicoogina                        |           | YNN       | Flughafen Yandicoogina            |                               |      |                              |
| Yeelirrie                           | YYLR      | KYF       | Flughafen Yeelirrie               |                               |      |                              |